# Жёлто-синий групер
Жёлто-синий групер, или сине-жёлтый групер (лат. Epinephelus flavocaeruleus), — вид лучепёрых рыб из семейства каменных окуней (Serranidae) отряда окунеобразных. Распространены в Индийском океане. Максимальная длина тела 90 см. Протогинические гермафродиты.

## Описание
Тело массивное, несколько сжато с боков, покрыто ктеноидной чешуёй. Высота тела укладывается 2,3—2,7 раза в стандартную длину тела. Ширина тела в 2,0—2,8 раза меньше высоты тела. Длина головы в 2,4—2,7 раза меньше стандартной длины тела. Межглазничное пространство выпуклое. Предкрышка с мелкими зазубринами, угловая зазубрина увеличенная. Подкрышечная и межкрышнечная кости гладкие. Верхний край жаберной крышки прямой или немного выпуклый; на жаберной крышке три сильных плоских шипа. У взрослых особей задние ноздри в 4—5 раз крупнее передних. Нижняя челюсть выступает вперёд. Верхняя челюсть доходит до вертикали заднего края глаза или немного заходит за неё. На нижней челюсти 2—4 латеральных ряда зубов. На верхней части жаберной дуги 8—10 жаберных тычинок, а на нижней части 15—17. Длинный спинной плавник с 11 жёсткими колючими лучами и 16—17 мягкими лучами; третий и четвёртый колючие лучи несколько длиннее остальных. Анальный плавник с 3 жёсткими и 8 мягкими лучами. Грудные плавники с 18—20 лучами, длиннее брюшных плавников. Брюшные плавники не достигают анального отверстия; их основания располагаются под основаниями грудных плавников; они длиннее грудных плавников. Хвостовой плавник усечённый. Боковая линия с 61—74 чешуйками. Вдоль боковой линии 129—148 рядов чешуи.

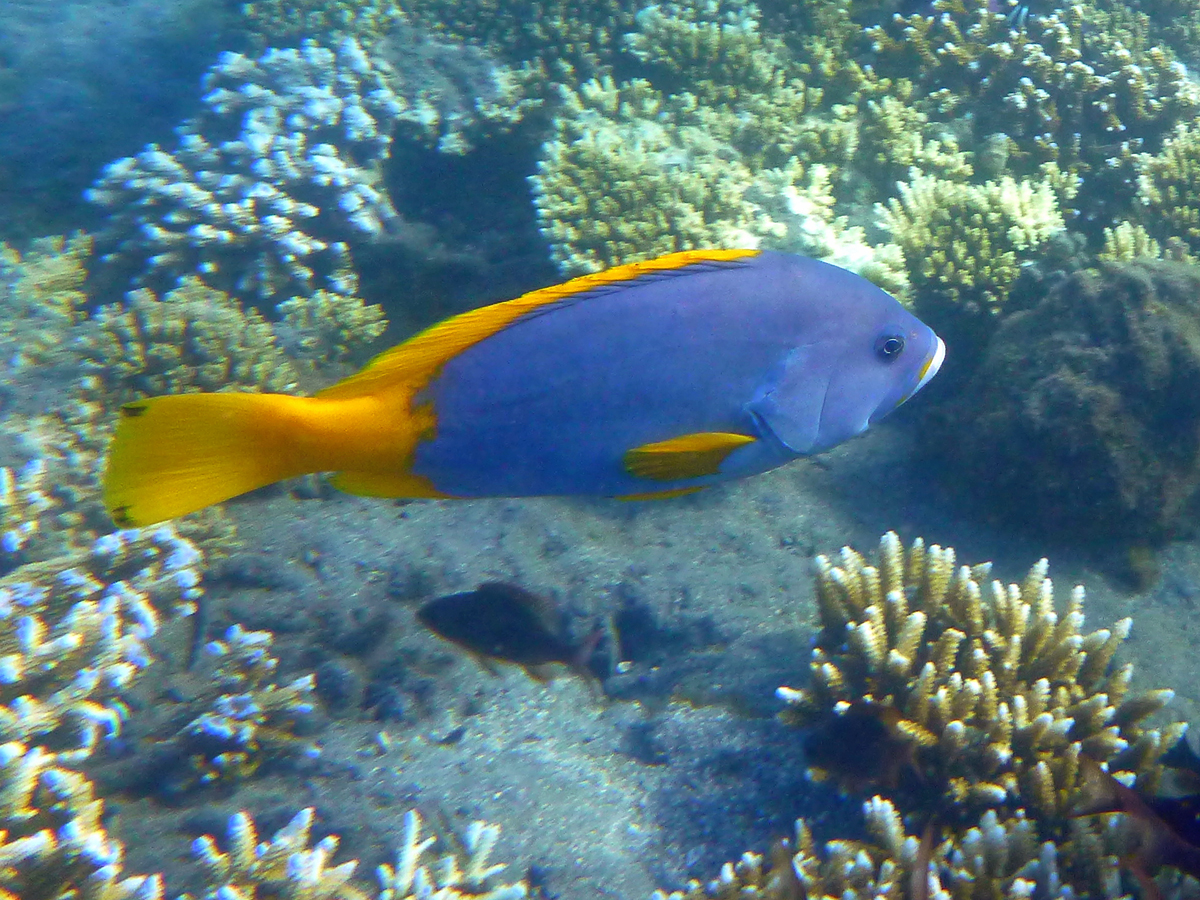
Молодая особь

Голова и тело от тёмно-синевато-фиолетового до тёмно-серовато-синего цвета, иногда с бледно-голубыми крапинками. Тело и голова молоди небесно-голубого цвета. Крупные взрослые особи тёмно-серые, тёмно-синие, фиолетовые, каштаново-коричневые или почти чёрные. Плавники и челюсти ярко-жёлтые; у некоторых особей края хвостового плавника, края мягких частей спинного и анального плавников и кончики брюшных плавников черноватые. Интенсивность желтого цвета уменьшается с ростом рыб.
Максимальная длина тела 90 см, обычно до 45 см. Масса тела — до 15 кг.

## Биология
Морские бентопелагические рыбы, обитают в прибрежной зоне у коралловых рифов и над скалистыми грунтами на глубине от 10 до 150 м. Ведут одиночный образ жизни, территориальные.
Питаются рыбами, крабами, креветками, лангустами, кальмарами и мелкими осьминогами.
Как и большинство представителей рода жёлто-синий групер является последовательным протогиническим гермафродитом. В начале жизненного цикла все особи представлены исключительно самками, и только часть взрослых рыб меняет пол и становится самцами. Самки впервые созревают при длине тела 50 см.

## Ареал
Широко распространены в Индийском океане. Встречаются в прибрежных водах от Порт-Альфред (Южная Африка) вдоль восточного побережья Африки до Сомали, включая Мозамбик, Мадагаскар, Коморские острова, Сейшельские острова, Маврикий. Обычны у берегов Индии, Шри-Ланка, Омана. Ареал доходит до Больших Зондских островов и Андаманского моря. Не обнаружены в Красном море и Персидском заливе.